# اهانتسیک
اهانتسیک (به انگلیسی: Ahuntsic) یک سکونتگاه مسکونی در کانادا است که در اهانتسیک-کارتیویل واقع شده‌است.